# United States Penitentiary, Atwater
United States Penitentiary, Atwater (USP Atwater) är ett federalt fängelse för manliga intagna och är belägen i Merced County i Kalifornien i USA, nordost om flygplatsen Castle Airport och staden Atwater. Den förvarar intagna som är klassificerade för säkerhetsnivån "hög". Fängelset förvarade 1 088 intagna för november 2022.
USP Atwater uppfördes på en del av den gamla militära flygplatsen Castle Air Force Base och fängelset invigdes 2001.